# مارگونگسکا ویش
مارگونگسکا ویش (به لاتین: Margońska Wieś) یک روستا در لهستان است که در گمینا مارگونگن واقع شده‌است.